# Max Schultze
Max Johann Sigismund Schultze (Freiburg, 25. ožujka 1825. – Bonn, 16. siječnja 1874.), njemački mikroskopski anatom i zoolog.

## Životopis
Schultze je medicinu studirao u Greifswaldu i Berlinu. Radio je kao izvanredni profesor na Sveučilištu Halle, kasnije kao redovni profesor anatomije i histologije, i kao ravnatelj Anatomskog instituta u Bonnu. 1865. godine je osnovao i uredio Arhiv za mikroskopsku anatomiju, s kojim je unaprijedio područje mikroskopske anatomije, usavršavajući tehničke metode. 
Max Schultze se posebno proslavio svojim radom na staničnoj teoriji. Sjedinivši teorije Félixa Dujardina i njegovog koncepta kod životinja - sarcode, (želatinasta materija koja formira tijelo, protoplazma) i Huga von Mohla i njegovog koncepta biljne protoplazme; sjedinio je teorije i istaknuo ime protoplazma, opisujući time stanicu kao nukleotidnu masu protoplazme s ili bez stanične opne. Time je protoplazma fizička osnova života, a stanica nakupina protoplazme s jezgrom. (Das Protoplasma der Rhizopoden und der Pflanzenzellen; ein Beiträg zur Theorie der Zelle, 1863.).

## Djela
- Beiträge zur Naturgeschichte der Turbellarien (1851.)
- Uber den Organismus der Polythalamien (1854.)
- Beiträge zur Kenntnis der Landplanarien (1857.)
- Zur Kenntnis der elektrischen Organe der Fische (1858.)
- Ein heizbarer Objecttisch und seine Verwendung bei Untersuchungen des Blutes(1865., u kojemu stoji prvi poznati opis trombocita)
- Zur Anatomie und Physiologie der Retina (1866.)